# Вила Ла Пиетра
Вила Ла Пиетра (на италиански: Villa La Pietra) е ренесансова вила на хълмовете извън Флоренция, в Тоскана в централна Италия. Преди това е била дом на Артър Актън, а по-късно и на сина му Харолд Актън, при чиято смърт през 1994 г. е завещана на Нюйоркския университет.

## История
Вила Ла Пиетра е купена и донякъде модифицирана през 1460-те години от флорентинския банкер Франческо Сасети. През 1545 г.
или 1546 г. е продаден на семейство Каппони. Вилата получава сегашния си вид през седемнадесети век от кардинал Луиджи Капони, вероятно със съдействието на Карло Фонтана. През краткия период от 1865 до 1871 г., когато Флоренция е столица на Кралство Италия, вилата е използвана като посолство на Прусия.
През 1903 г. Артър Актън, англо-неаполитански търговец на изкуство, наема вилата след брака си с Хортенс Мичъл, дъщеря на Джон Мичъл, банкер от Чикаго, Илинойс. С пари от семейството ѝ двойката купува вилата през 1907 година.
Вилата съдържа художествената колекция, която отразява англо-американския вкус на двадесети век. Използва се за дидактически цели от Нюйоркския университет. Колекцията включва произведения на Джото, романски скулптури, релеф на Дева Мария и Младенеца от Донатело и гоблени от петнадесети век, направени за семейство Медичи.
Между 1905 и 1930 г. градините на вилата са значително променени от актоните,
само оградената лимонова градина на северозапад от вилата остава почти непроменена от времето на Луиджи Капони.
 Актоните оформят официална барокова италианска градина с обширна каменна зидария, включваща почти двеста статуи, много от които от венецианските скулптори Орацио Маринали и Антонио Бонаца, донесени във Флоренция от вилите на Брента. Градините са възстановени в първите години на двадесет и първи век.